# Kold krig (album)
Kold krig er debutalbummet fra det danske rockband Malurt, der blev udgivet i september 1980 på Amar Records. Det er produceret af Flemming Ostermann og indspillet i Sweet Silence Studios. Albummet er en co-produktion mellem Sweet Silences eget pladeselskab Amar Records og det uafhængige pladeselskab Musikpres.

## Spor
Alt tekst skrevet af Michael Ehlert Falch, alt musik komponeret af Malurt, undtagen hvor noteret.
| 1.    | "Kanonføde"         |                          | 2:50 |
| 2.    | "Rulleskøjten"      |                          | 4:14 |
| 3.    | "Stormsoldater"     | Malurt, Christian Arendt | 3:18 |
| 4.    | "Friheden Station"  |                          | 4:30 |
| 5.    | "Lort nok"          |                          | 3:02 |
| 6.    | "Rocken ruller"     |                          | 2:30 |
| 7.    | "Bli baby, bli"     |                          | 4:34 |
| 8.    | "Sidespring"        |                          | 3:20 |
| 9.    | "Ocean Island"      |                          | 4:53 |
| 10.   | "Hold ho'det koldt" |                          | 3:30 |
| 36:56 |                     |                          |      |

## Medvirkende
Malurt
- Michael Ehlert Falch – vokal, elektrisk og akustisk guitar
- Peter Viskinde – elektrisk, akustisk og slideguitar, kor
- Henrik Littauer – piano, orgel, kor
- Dia Nielsen – bas, kor
- Peter Mors – trommer, percussion

Øvrige musikere
- Flemming Ostermann – el-piano, koklokke (spor 8), håndklap (spor 6)[4]
- Flemming Rasmussen – håndklap (spor 6)[4]
- Ulla Tvede Eriksen – håndklap (spor 6)[4]

Produktion
- Flemming Ostermann – producer
- Flemming Rasmussen – co-producer, lydtekniker
- Jette Michaelsen – coverdesign
- Malurt – coverdesign